# Elecciones generales de Panamá de 2009
Las elecciones generales en Panamá de 2009 se realizaron el domingo 3 de mayo. En esta consulta se eligieron 1.590 cargos de elección popular, entre los que se destacan el de Presidente y Vicepresidente de la República, 20 diputados al Parlamento Centroamericano, 71 diputados a la Asamblea Nacional, 75 alcaldes, 623 representantes de corregimiento, y 6 concejales, todos con sus respectivos suplentes.
Solo ocho partidos políticos legalmente constituidos por el Tribunal Electoral de Panamá participaron en las elecciones: Partido Revolucionario Democrático (PRD), Partido Popular (PP), Movimiento Liberal Republicano Nacionalista (MOLIRENA), Partido Panameñista, Cambio Democrático (CD), Partido Liberal, Unión Patriótica y Vanguardia Moral de la Patria (VMP).
También en las elecciones se permite la participación de candidatos independientes o por libre postulación en las elecciones para diputado, alcalde, representante de corregimiento y concejal, pero no para Presidente, Vicepresidente y diputado al Parlamento Centroamericano. Para lograr su postulación deben inscribir el 5% de los electores que participaron en la elección de 2004 de su respectiva circunscripción como adherentes.
Entre las principales novedades en estas elecciones será la posibilidad de ejercer el voto en los centros penitenciarios y el voto de residentes panameños en el extranjero, pero en ambos casos solo podrán elegir al Presidente y Vicepresidente de la República.

## Elecciones primarias
- Partido Revolucionario Democrático: El 7 de septiembre el PRD realiza elecciones primarias para definir su candidato presidencial para las elecciones generales de 2009, contienda en la que sale victoriosa, exalcaldesa de San Miguelito, la exministra de Vivienda y ex-legisladora Balbina Herrera con un 48% de los votos contra el 43 % del alcalde de la Ciudad de Panamá, Juan Carlos Navarro, y el 9% del ex-legislador y exministro de Desarrollo Agropecuario Laurentino Cortizo.
- Partido Panameñista: Realizadas el 6 de julio de 2008, fueron las primeras elecciones primarias del partido en su historia.[10] Un total de 269.508 adherentes estaban habilitados para votar y se presentaron 2.940 precandidatos a los diferentes puestos de elección.[11][12] Se postularon siete precandidatos a la presidencia: Juan Carlos Varela, Alberto Vallarino, Marco Ameglio, Jorge Gamboa Arosemena, Manuel Zambrano, Adriano Gutiérrez y Darío Serrano; solo los tres primeros hicieron campañas políticas masivas.[13] Unos 151.000 votos (56% del total) fueron escrutados en donde Varela ganó la candidatura presidencial con 82.476 votos (54,96%), seguido por Alberto Vallarino con 52.755 votos (35,27%) y Marco Ameglio con 5.055 votos (3%), mientras que el resto de votos (7%) fue repartido entre los otros cuatro candidatos, a votos en blanco y votos nulos.[14]
- Cambio Democrático: Realizadas el 3 de agosto de 2008. De unos 129.190 adherentes habilitados para votar, unos 77.400 (59.91% del total) lograron ejercer su voto.[15][16] se registraron 9.770 precandidatos a varios puestos, para Presidente se presentó como único precandidato a Ricardo Martinelli.
- Unión Patriótica: Realizadas el 27 de julio de 2008. Se eligieron varios cargos, excepto el de Presidente, que ya estaba reservado para el candidato de Cambio Democrático, Ricardo Martinelli, luego de acordar una alianza una semana antes. Se presentaron 800 precandidatos, en donde se disputaron 13 alcaldías, 151 representantes de corregimiento y 12 diputados. El resto de las circunscripciones fueron negociados con Cambio Democrático, como resultado del acuerdo de alianza.[17]
- Molirena:
- Vanguardia Moral de la Patria:[18][19]
- Partido Popular: Realizadas el 21 de septiembre de 2008. Solo se realizaron primarias para elegir candidatos a tres alcaldías y 11 representantes de corregimiento. Dado que renovaron su alianza con el Partido Revolucionario Democrático, acordaron con este partido la postulación de tres candidatos del Partido Popular en calidad de residuo en tres circuitos.[20][21] Posteriormente ratificaron su apoyo a la candidata presidencial del PRD, Balbina Herrera.
- Partido Liberal:

## Elecciones presidenciales
Para las elecciones presidenciales se postularon oficialmente como candidatos a través de las siguientes alianzas:
- Balbina Herrera, candidata oficialista que aglutina la alianza conformada por el Partido Revolucionario Democrático, el Partido Popular y el Partido Liberal;
- Ricardo Martinelli, principal candidato de oposición que aglutina la alianza conformada por Cambio Democrático, el Partido Panameñista, el Movimiento Liberal Republicano Nacionalista y Unión Patriótica, y;
- Guillermo Endara, presidente de Panamá (1989 - 1994) y candidato opositor postulado únicamente por Vanguardia Moral de la Patria.

## Resultados
| Candidatos                                                                 | Candidatos                                                                 | Candidatos                                                                 | Partidos                                                                                                | Votos     | %     |
| Presidente                                                                 | Presidente                                                                 | Vicepresidente                                                             | Partidos                                                                                                | Votos     | %     |
| -------------------------------------------------------------------------- | -------------------------------------------------------------------------- | -------------------------------------------------------------------------- | --- | --------- | ----- |
|                                                                            | Ricardo Martinelli                                                         | Juan Carlos Varela                                                         | Movimiento Liberal Republicano Nacionalista, Partido Panameñista, Cambio Democrático y Unión Patriótica | 936.644   | 60,11 |
|                                                                            | Balbina Herrera                                                            | Juan Carlos Navarro                                                        | Partido Revolucionario Democrático, Partido Popular y Partido Liberal                                   | 584.931   | 37,54 |
|                                                                            | Guillermo Endara                                                           | Manuel Cortizo Cohen                                                       | Vanguardia Moral de la Patria                                                                           | 36.613    | 2,35  |
| Total de votos válidos                                                     | Total de votos válidos                                                     | Total de votos válidos                                                     | Total de votos válidos                                                                                  | 1.558.445 |       |
| En blanco                                                                  | En blanco                                                                  | En blanco                                                                  | En blanco                                                                                               | 18.331    | 1,14  |
| Nulos                                                                      | Nulos                                                                      | Nulos                                                                      | Nulos                                                                                                   | 29.941    | 1,86  |
| Total (mesas escrutadas: 97,41%; electores: 98,20%; participación: 74,00%) | Total (mesas escrutadas: 97,41%; electores: 98,20%; participación: 74,00%) | Total (mesas escrutadas: 97,41%; electores: 98,20%; participación: 74,00%) | Total (mesas escrutadas: 97,41%; electores: 98,20%; participación: 74,00%)                              | 1.606.717 |       |
| Fuente: Tribunal Electoral de Panamá                                       |                                                                            |                                                                            | |           |       |

| Partidos/Alianza                                                 | Partidos/Alianza                                       | Total escaños | %     | Uninominal | Cociente plurinominal | Medio cociente plurinominal | Residuo plurinominal | % votos válidos |
| ---------------------------------------------------------------- | ------------------------------------------------------ | ------------- | ----- | ---------- | --------------------- | --------------------------- | -------------------- | --------------- |
| Un País Para Todos                                               | Un País Para Todos                                     | 27            | 38,03 | 8          | 8                     | 6                           | 5                    | 40,62           |
|                                                                  | Partido Revolucionario Democrático (PRD)               | 26            | 36,6  | 7          | 8                     | 6                           | 5                    | 35,71           |
|                                                                  | Partido Popular (PP)                                   | 1             | 1,41  | 1          | 0                     | 0                           | 0                    | 3,71            |
|                                                                  | Partido Liberal (PL)                                   | 0             | 0     | 0          | 0                     | 0                           | 0                    | 1,2             |
| Alianza por el Cambio                                            | Alianza por el Cambio                                  | 41            | 57,74 | 15         | 9                     | 13                          | 4                    | 56,00           |
|                                                                  | Movimiento Liberal Republicano Nacionalista (MOLIRENA) | 2             | 2,82  | 2          | 0                     | 0                           | 0                    | 4,7             |
|                                                                  | Partido Panameñista (PAN)                              | 21            | 29,58 | 8          | 3                     | 8                           | 2                    | 22,2            |
|                                                                  | Cambio Democrático (CD)                                | 14            | 19,71 | 1          | 6                     | 5                           | 2                    | 23,4            |
|                                                                  | Unión Patriótica (UP)                                  | 4             | 5,63  | 4          | 0                     | 0                           | 0                    | 5,7             |
| Vanguardia Moral de la Patria                                    | Vanguardia Moral de la Patria                          | 1             | 1,41  | 1          | 0                     | 0                           | 0                    | 0,98            |
|                                                                  | Vanguardia Moral de la Patria (VMP)                    | 1             | 1,41  | 1          | 0                     | 0                           | 0                    | 0,98            |
| Independiente                                                    | Independiente                                          | 2             | 2,82  | 2          | 0                     | 0                           | 0                    | 2,4             |
|                                                                  | Independiente                                          | 2             | 2,82  | 2          | 0                     | 0                           | 0                    | 2,4             |
| Subtotal                                                         | Subtotal                                               | 71            | 100   | 26         | 17                    | 19                          | 9                    |                 |
| Por definir                                                      | Por definir                                            | 0             | 0     | 0          | 0                     | 0                           | 0                    |                 |
| Total                                                            | Total                                                  | 71            | 100   | 26         | 18                    | 19                          | 9                    | 100             |
| Fuente: Tribunal Electoral de Panamá, Resultados elecciones 2009 |                                                        |               |       |            |                       |                             |                      |                 |

* Nota: Dado que el Partido Vanguardia Moral de la Patria (VMP) no subsistió, al no obtener el porcentaje de votos necesarios, el Tribunal Electoral adjudicó la curul del circuito 8-4 al Partido Panameñista, colectivo que también había postulado al mismo candidato que VMP, por ser el partido que más votos le aportó (Artículo 325 del Código Electoral).